# Andrzej Saramonowicz
Andrzej Bogdan Saramonowicz (Warschau, 23 februari 1965) is een Pools schrijver, regisseur en producer. Hij studeerde geschiedenis aan de universiteit van Warschau en ging vervolgens de journalistiek in. Hij werkte als redacteur, journalist en filmrecensent voor Gazeta Wyborcza, Viva! en Przekrój. Een aantal van de door hem geschreven, geproduceerde en/of geregisseerde films behoren tot de meest succesvolle films van het eerste decennium van de 21ste eeuw. Zijn speelfilms Testosteron, Lejdis en Idealny facet dla mojej dziewczyny trokken bij elkaar 4,6 miljoen bezoekers, een kwart van alle bezoeken aan Poolse films in die periode.

## Het begin
Zijn filmcarrière begon met de film Pół serio ("half-serieus"), die hij in samenwerking met Tomasz Konecki heeft geproduceerd. De film is gebaseerd op een cultureel tv-programma met dezelfde naam en werd in 2000 uitgebracht. Bij het Film Festival in Gdynia was het film een grote hit, en het ontving de prijs van de jury voor het beste scenario. Daarna schreef hij een toneelstuk, Testosteron, dat een onverwacht succes had en in Slowakije, Bulgarije, Tsjechië en Turkije werd gespeeld. In Polen bleef het stuk meer dan 8 jaar opgevoerd (met name door het gezelschap Teatr Montownia). In 2003 kondigde het duo Saramonowicz- Konecki zijn volgende project aan, getiteld Ciało ("Het lichaam"). Ciało werd volledig door Saramonowicz geschreven en met Konecki mede-geproduceerd. Bij de prijzen-ceremonie van het tijdschrift Film won Saramonowicz een Gouden Eend (Złote Kaczki) en werd zijn film gekroond tot beste productie van 2003. In 2005 schreef hij samen met zijn vrouw (Małgorzata Saramonowicz, auteur) een dramaserie voor televisie, Tango z aniołem (Tango met een engel), een combinatie van thriller, melodrama en sciencefiction. Van de 54 geplande afleveringen werden er 40 opgenomen en slechts 25 uitgezonden.

## Het grote succes
In 2007 kwam de verfilming uit van zijn toneelstuk Testosteron. De film Testosteron werd door 1,4 miljoen Polen gezien en was wederom een aanzienlijk succes bij het Filmfestival in Gdynia. Daarna volgden de speelfilms Lejdis (2,5 miljoen kijkers) - die heel vooruitstrevend was in zijn uitbeelding van de hedendaagse Poolse vrouwelijke psyche - en Idealny facet dla mojej dziewczyny (700 000 kijkers, een respectabel aantal gezien het onderwerp en het controversiële karakter van de film, die gaat over het belang van de katholieke kerk in Polen en de staat van Poolse feminisme). In 2010 heeft Andrzej Saramonowicz een contract met Warner Bros. getekend voor twee speelfilms. De eerste, Jak się pozbyć cellulitu ("hoe van cellulitis af te raken") werd uitgebracht op 4 februari 2011. Het tweede script dat Saramonowicz schreef tijdens een verblijf in Italië, zal niet worden verfilmd door onenigheid met Warner Bros.

## Filmografie

### Regisseur
- Ciało (2003)
- Testosteron (2007)
- Jak się pozbyć cellulitu (2011)
- Bejbis (2022)

### Script
- Rodziców nie ma w domu (1997-1998)
- 13 posterunek (1998)
- Pół serio (2000)
- Ciało (2003)
- Tango z aniołem (2005-2006)
- Testosteron (2007)
- Lejdis (2007)
- Idealny facet dla mojej dziewczyny (2009)
- Jak się pozbyć cellulitu (2011)
- Bejbis (2022)

### Producent
- Lejdis (2007)
- Idealny facet dla mojej dziewczyny (2009)
- Jak się pozbyć cellulitu (2011)